# BFI Live!
BFI Live! (Kurzform für Billy Fucking Idol Live!) ist ein am 25. November 2016 ausschließlich auf Schallplatte veröffentlichtes Livealbum des britischen Musikers Billy Idol.

## Hintergrund
Billy Idol hatte am 17. Oktober 2014 das Studioalbum Kings & Queens of the Underground veröffentlicht, das er gemeinsam mit Steve Stevens erarbeitet hatte, und das seine Geschichte erzählte; gleichzeitig sah Idol das Album auch als Tribut an seine Wegbegleiter aus der Hochzeit des Punk. Die Tournee zu diesem Album begann am 13. Oktober 2014 in Tempe und endete im Juli 2015.
BFI Live! enthielt 16 Lieder, die während dieser Tournee an verschiedenen Orten der Welt aufgenommen worden waren. Das Album wurde als 3-LP-Set zum Record Store Day 2016 veröffentlicht. Die Sonderausgabe war auf 2000 Exemplare limitiert und handschriftlich nummeriert. Zum Album gehörte eine Download-Karte, die es ermöglichte, alle Lieder des Albums als Dateien aus dem Internet herunterzuladen. Ab dem 25. Mai 2017 wurden über Idols offizielle Website weitere Exemplare angeboten, diese waren jedoch nicht nummeriert und verfügten auch nicht über Downloadcodes oder andere Beigaben.

## Titelliste
| Nr.          | Titel                   | Aufnahmeort    | Länge  |
| ------------ | ----------------------- | -------------- | ------ |
| 1.           | Postcards From the Past | Houston        | 5:52   |
| 2.           | Cradle of Love          | Nashville      | 4:38   |
| 3.           | Can’t Break Me Down     | Nashville      | 4:05   |
| 4.           | Dancing with Myself     | Nashville      | 5:44   |
| 5.           | Flesh for Fantasy       | Dallas         | 7:15   |
| 6.           | Save Me Now             | Dallas         | 6:23   |
| 7.           | Ready Steady Go         | Wien           | 3:55   |
| 8.           | Sweet Sixteen           | Odense         | 7:37   |
| 9.           | Eyes Without a Face     | Council Bluffs | 7:08   |
| 10.          | L.A. Woman              | Portland       | 7:28   |
| 11.          | Dementia                | Morristown     | 5:40   |
| 12.          | Whiskey and Pills       | Wien           | 4:17   |
| 13.          | Blue Highway            | München        | 8:27   |
| 14.          | Rebel Yell              | Atlanta        | 7:31   |
| 15.          | White Wedding           | Houston        | 5:20   |
| 16.          | Mony Mony               | Council Bluffs | 9:09   |
| Gesamtlänge: | Gesamtlänge:            | Gesamtlänge:   | 100:29 |